# Retable Chigi
Le Retable Chigi  (en italien : Pala Chigi) est une peinture religieuse du Pérugin, un retable (400 × 289 cm), datant de 1506 - 1507 environ, conservé dans l'église Sant'Agostino de Sienne (Toscane).
L'œuvre était dotée à l'origine d'une prédelle, aujourd'hui divisée entre les le Metropolitan Museum of Art de New York et l'Art Institute of Chicago.

## Histoire
L'œuvre, sur commande du banquier siennois Agostino Chigi, est un retable réalisé vers 1506-1507 et destiné à la chapelle familiale Chigi en l'église Sant'Agostino de Sienne (Toscane).

## Thème
Le thème représenté est celui de la Crucifixion du Christ, rapporté par plusieurs Évangiles, un des épisodes de sa Passion, l'ayant amené à sa mort sur la Croix.

## Description
Le retable représente la Crucifixion, selon le schéma classique du Pérugin, sur deux registres :
- Le supérieur, céleste, avec le Christ sur la croix, l'anatomie du corps fortement prononcée, parmi des anges, angelots et chérubins représentés symétriquement par rapport à la croix, axe de symétrie de la composition.
- L'inférieur, terrestre, avec les pleureurs ainsi qu'une série de saints liés aux commanditaires de l'œuvre, l'église et la chapelle auxquelles le retable était destiné comme sur la droite les saints Jean le Baptiste et Jérôme. En arrière-plan un doux paysage de collines agrémentées de frêles arbrisseaux se fond au loin dans un ciel clair, rendant l'espace ample et profond (perspective atmosphérique).

## Analyse
Les anges sont représentés parfaitement symétriques et sont issus des cartons du répertoire du maître, réadaptés pour l'occasion.
En haut, au sommet de la croix, figure le symbole du pélican qui arrache ses entrailles pour nourrir sa progéniture ; à droite et à gauche le Soleil et la Lune dans un sombre ciel orageux, selon l'antique tradition iconographique des phénomènes célestes qui suivirent la mort du Christ (éclipse de Soleil).
Le maître, plus que l'originalité de la composition, a surtout privilégié une réalisation impeccable et de grande qualité, comme démontré par le dessin souple et précis, incisé en phase préparatoire probablement à la pointe d'argent ; la couleur diluée à l'huile est forte et épaisse  sans altérer la typique délicatesse de l'artiste. Chaque détail est rendu avec un grand soin. La direction de la lumière est scrupuleusement étudiée, avec des effets générés dans l'épaisseur des drapés et dans le chatoiement  des couleurs.

## Sources
- (it) Cet article est partiellement ou en totalité issu de l’article de Wikipédia en italien intitulé « Pala Chigi » (voir la liste des auteurs).